# HD 155358
HD 155358 — одиночная звезда в созвездии Геркулеса на расстоянии приблизительно 142 световых лет (около 43,7 парсек) от Солнца. Видимая звёздная величина звезды — +7,331m. Возраст звезды определён как около 10,7 млрд лет.
Вокруг звезды обращается, как минимум, две планеты.

## Характеристики
HD 155358 — жёлтый карлик спектрального класса G0. Масса — около 1,251 солнечной, радиус — около 1,374 солнечного, светимость — около 1,993 солнечной. Эффективная температура — около 5938 K.
HD 155358 относится к тому же классу звёзд, что и наше Солнце — это жёлтый карлик, имеющий массу 87 % массы Солнца. Температура поверхности звезды составляет около 5760 Кельвин.

## Планетная система
В мае 2007 года астрономы из Техасского университета в Остине объявили об открытии двух планет в системе: HD 155358 b и HD 155358 c. Астрономы использовали данные, полученные телескопом Хобби-Эберли. Открытие было совершено методом Доплера. Обе планеты являются газовыми гигантами; планета HD 155358 b имеет массу больше, чем у Сатурна, но меньше, чем у Юпитера. Планета HD 155358 c имеет массу в половину юпитерианской.
В 2019 году учёными, анализирующими данные проектов HIPPARCOS и Gaia, у звезды обнаружена планета HD 155358 d.